# Олбани (Техас)
Олбани (англ. Albany) — город в США, расположенный в центральной части штата Техас, административный центр округа Шакелфорд. По данным переписи за 2010 год число жителей составляло 2034 человека, по оценке Бюро переписи США в 2018 году в городе проживало 1937 человек.

## История
Олбани был основан в 1873 году. Землю для нового поселения пожертвовал Генри Джейкобс, ставший первым шерифом города. Название поселению дал окружной клерк Уильям Крюгер (англ. William Cruger) в честь своего родного города — Олбани из штата Джорджия. 8 ноября 1974 года город обошёл Форт-Гриффин в голосовании за звание окружного центра. Первые продажи земли города начались 2 августа 1875 года, спустя несколько месяцев был открыт магазин. Город располагался на Великом западном пути (англ. Great Western Trail), перегонщики скота, шедшие в Додж-Сити, штат Канзас, стали использовать город для пополнения своих запасов. В декабре 1881 года в город пришла железная дорога Texas Central Railroad, город стал крупным центром транспортировки скота. 20 июля 1883 года голосованием была основана первая школьная система.
До обнаружения нефти основной отраслью экономики являлось скотоводство и разведение овец. В 1926 году было открыто нефтяное месторождение Кук, Олбани стал центром бурения, добычи и поставки нефти. Скотоводство оставалось важной частью доходов региона.

## География
Олбани находится в центральной части округа, его координаты: 32°43′38″ с. ш. 99°17′44″ з. д..
Согласно данным бюро переписи США, площадь города составляет около 4,1 км2, полностью занятых сушей.

### Климат
Согласно классификации климатов Кёппена, в Олбани преобладает влажный субтропический климат (Cfa).
| Показатель                    | Янв.  | Фев.  | Март  | Апр. | Май  | Июнь | Июль | Авг. | Сен. | Окт. | Нояб. | Дек.  | Год   |
| ----------------------------- | ----- | ----- | ----- | ---- | ---- | ---- | ---- | ---- | ---- | ---- | ----- | ----- | ----- |
| Абсолютный максимум, °C       | 33,3  | 35,6  | 38,3  | 39,4 | 45   | 46,1 | 45,6 | 45,6 | 43,9 | 40   | 34,4  | 32,8  | 46,1  |
| Средний суточный максимум, °C | 14    | 16,2  | 20,8  | 25,7 | 29,5 | 33,7 | 35,9 | 36,1 | 31,9 | 26,5 | 19,8  | 15    | 25,4  |
| Средняя температура, °C       | 6,7   | 8,6   | 12,9  | 17,9 | 22,2 | 26,6 | 28,7 | 28,5 | 24,4 | 18,7 | 12,2  | 7,7   | 17,9  |
| Средний суточный минимум, °C  | −1    | 0,8   | 4,7   | 9,6  | 14,8 | 19,4 | 21,3 | 21   | 16,6 | 10,8 | 4,7   | −0,3  | 10,2  |
| Абсолютный минимум, °C        | −22,2 | −21,7 | −16,1 | −7,2 |      | 6,7  | 8,9  | 6,7  | 0,6  | −7,2 | −13,9 | −21,1 | −22,2 |
| Норма осадков, мм             | 30    | 36    | 42    | 67   | 98   | 77   | 57   | 56   | 73   | 67   | 41    | 35    | 678   |
| Источник: weatherbase.com     |       |       |       |      |      |      |      |      |      |      |       |       |       |

## Население
Согласно переписи населения 2010 года в городе проживало 2034 человека, было 822 домохозяйства и 552 семьи. Расовый состав города: 93,3 % — белые, 0,4 % — афроамериканцы, 0,7 % — коренные жители США, 0,1 % — азиаты, 0 % (1 человек) — жители Гавайев или Океании, 2,8 % — другие расы, 2,6 % — две и более расы. Число испаноязычных жителей любых рас составило 10,5 %.
Из 822 домохозяйств, в 33,8 % живут дети младше 18 лет. 51,6 % домохозяйств представляли собой совместно проживающие супружеские пары (21 % с детьми младше 18 лет), в 11,3 % домохозяйств женщины проживали без мужей, в 4,3 % домохозяйств мужчины проживали без жён, 32,8 % домохозяйств не являлись семьями. В 29,6 % домохозяйств проживал только один человек, 13,8 % составляли одинокие пожилые люди (старше 65 лет). Средний размер домохозяйства составлял 2,44 человека. Средний размер семьи — 3,03 человека.
Население города по возрастному диапазону распределилось следующим образом: 29,1 % — жители младше 20 лет, 19,7 % находятся в возрасте от 20 до 39, 35,1 % — от 40 до 64, 15,9 % — 65 лет и старше. Средний возраст составляет 40,9 года.
Согласно данным опросов пяти лет с 2013 по 2017 годы, медианный доход домохозяйства в Олбани составляет 43 688 долларов США в год, медианный доход семьи — 52 760 долларов. Доход на душу населения в городе составляет 21 831 доллар. Около 12,8 % семей и 17,9 % населения находятся за чертой бедности. В том числе 22,5 % в возрасте до 18 лет и 8,1 % старше 65 лет.

## Местное управление
Управление городом осуществляется мэром и городским советом, состоящим из 5 человек.
Другими важными должностями, на которые происходит наём сотрудников, являются:
- Сити-менеджер
- Городской секретарь
- Городской юрист
- Шеф полиции
- Шеф пожарной охраны

## Инфраструктура и транспорт

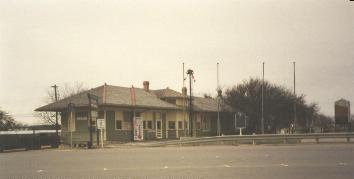
Железнодорожная станция Олбани, 1993 год

Основными автомагистралями, проходящими через Олбани, являются:
- автомагистраль 180 США идёт с востока от Брекенриджа на запад к Ансону.
- автомагистраль 283 США идёт с севера от Трокмортона на юг к Бэрду.
- автомагистраль 35 Техаса идёт с северо-запада от Кроуэлла на юго-восток к Истленду.

В городе располагается муниципальный аэропорт Олбани. Аэропорт располагает одной взлётно-посадочной полосой длиной 1524 метра. Ближайшим аэропортом, выполняющим коммерческие рейсы, является региональный аэропорт Абилин. Аэропорт находится примерно в 60 километрах к юго-западу от Олбани. 

## Образование
Город обслуживается независимым школьным округом Олбани.

## Отдых и развлечения
Ежегодно в конце июня в Олбани проводится старейший в Техасе мюзикл на свежем воздухе Fort Griffin Fandangie. Мюзикл, который проводится с 1938 года, в котором повествуется о крепости Форт-Гриффин, ставит театр Prairie Theater.
В 1977 году в городе был основал фонд старой тюрьмы города. Здание 1878 года было отреставрировано, в 1980 году в нём был открыт центр искусств Old Jail Foundation Art Center. В музее хранится коллекция китайских гробниц, датируемых третьим веком до нашей эры, коллекция доколумбового искусства, а также живопись и скульптура XIX и XX веков, в том числе работы Генри Мура, Аристида Майоля, Пабло Пикассо, Амeдео Модильяни, Джакомо Манцу, Джона Марина и других.